# Acheron

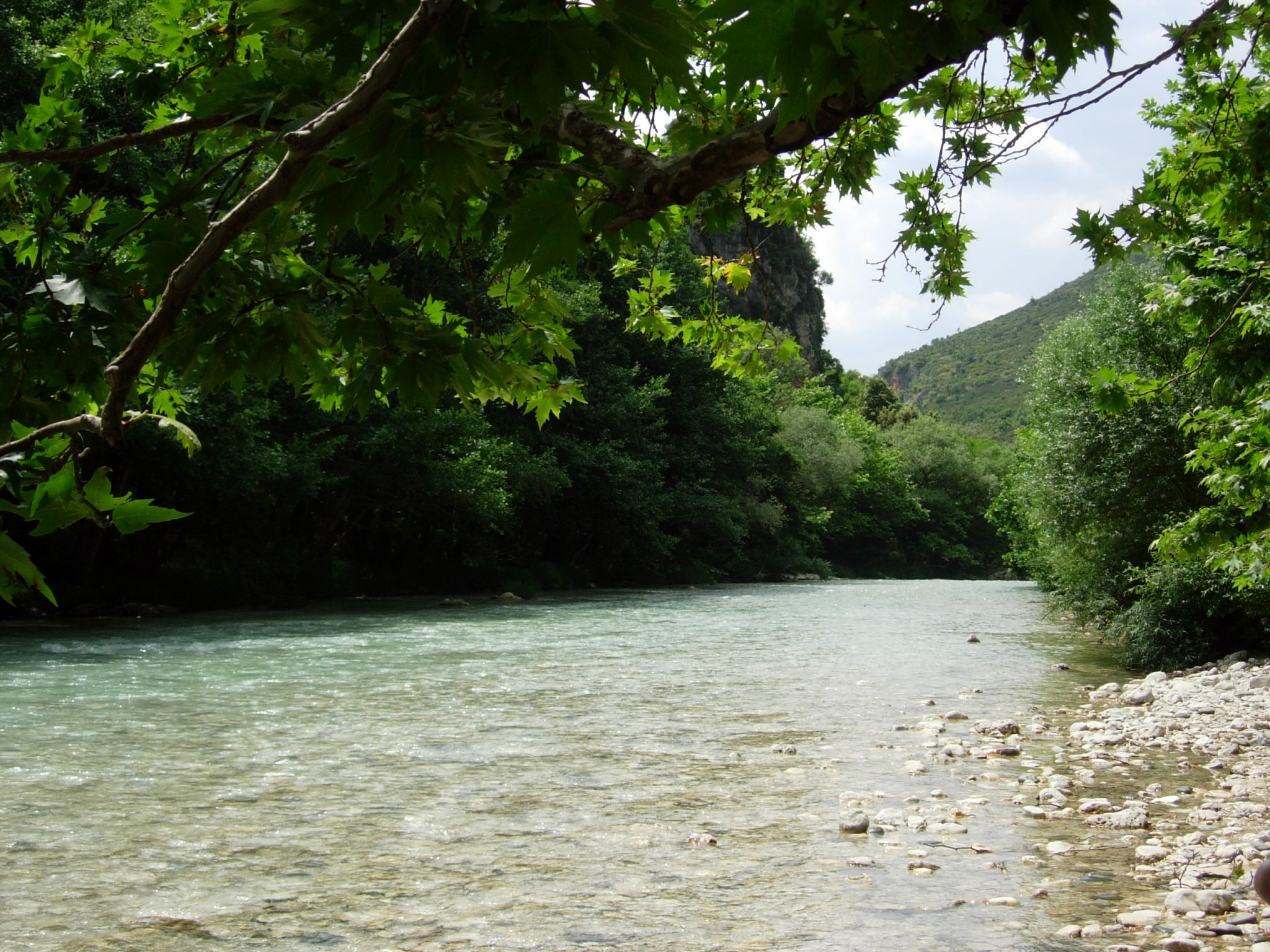
Acheron.

Acheron (klassisk grekiska: Αχέρων; nygrekiska: Αχέροντας, Acherontas; även Μαυροπόταμος Mauropotamos, Φαναριώτικος, Fanariotikos) är en 58 kilometer lång flod i södra Epirus i nordvästra Grekland. Den mynnar i Joniska havet.

## Mytologi
I grekisk mytologi kallas Acheron "suckarnas flod" en gränsflod till Hades. Den beskrivs som dyster och sorglig med grumligt och bittert vatten.
Legenden berättar att Acheron som var son till Helios, solen, och Gaia, jorden,  gav vatten till titanerna att läska sig med under deras strid med gudarna. Därför förvandlades han av Zeus till en smutsig flod och förvisades till underjorden.
Förutom Acheron finns gränsfloderna Styx, Phlegeton och Cocytus. Andra viktiga floder i Hades är Lethe (glömskans flod) och Eridanos.